# Cool, Cool Water
«Cool Cool Water» es una canción escrita por Brian Wilson y Mike Love para el grupo estadounidense The Beach Boys. La canción fue grabada durante las sesiones de SMiLE, pero  el álbum fue cancelado. Brian la compuso pensando en un anuncio de Coca Cola.

## Composición
El ingeniero Stephen Desper comentó que «Cool, Cool Water» había quedado atrapada en la cabeza de Brian Wilson «durante años», y que la canción había brotado de una composición anterior titulada «I Love To Say Dada». La progresión de acordes y los enlaces melódicos son casi idénticos a la citada composición, y ambas pistas, «Cool, Cool Water» y «Love To Say Dada» aparecen en el box set The Smile Sessions.
Brian Wilson ha hablado sobre el origen de la canción: «Bueno, estoy orgulloso de ‘Cool, Cool Water' —asegura Brian—, porque eso fue inspiración divina. Yo me había mudado a una nueva casa en Bellagio Road en Bel Air, en marzo de 1967, y el primer día que me mudé, había un piano allí, y me dirigí al mismo y escribí 'Cool, Cool Water'. Me senté y escribí la base. Se terminó mucho más tarde, por supuesto».

## Grabación
"Cool, Cool Water» fue grabada por primera vez en junio y octubre de 1967, durante las sesiones para los álbumes Smiley Smile y Wild Honey. La grabación de 1967 no llegó a la lista de canciones definitiva de estos álbumes y se descartó. Tres años después, Lenny Waronker un ejecutivo de A&R Warner Music, escuchó la cinta sin terminar, y convenció a Brian Wilson para terminar la canción para Sunflower. Waronker visitó a Brian en su mansión de Bel Air, lugar en donde tenía su estudio de grabación privado, quedó sorprendido al escuchar «Cool, Cool Water», la canción de Brian Wilson y Mike Love que Brian había tocado solo en su piano para Lenny. Waronker se conmovió profundamente por la belleza de «Cool, Cool Water», que inspira la sencillez con la complejidad comercial de la obra maestra de Brian de cuatro años antes, «Good Vibrations».

## Sencillo
Esta canción fue lanzada en sencillo por la discográfica del grupo, Brother Records, en 1971 con el lado B de "Forever» una composición de Dennis Wilson, pero el sencillo no entró en listas.

## Publicaciones
«Cool, Cool Water» fue incluida como la última canción de Sunflower de 1970, una versión editada de tres minutos fue incluida en el compilado Ten Years of Harmony de 1981, también apareció en el box set Good Vibrations: Thirty Years of The Beach Boys de 1993, fue incluida en una de las reediciones del exitoso Sounds of Summer: The Very Best of The Beach Boys de 2003, en el compilado The Warmth of the Sun de 2006 aparece una versión acortada y en la edición histórica de The SMiLE Sessions de 2011, en cuyo cuarto CD se encuentran dos diferentes versiones de la canción.